# Кассины
Кассины (лат. Kassina) — род лягушек из семейства прыгуньи (лат. Hyperoliidae). Включает 16 видов.

## Описание
Общая длина представителей этого рода достигает 6—8 см. Голова умеренного размера. Глаза средние или крупные, у большинства видов выпуклые. У самцов присутствует горловой мешок-резонатор. Туловище массивное. Задние конечности более развиты. Окраски преимущественно тёмных цветов: коричневого, серого со светлыми пятнами, пятнышками либо неровными или несимметричными полосками.

## Образ жизни
Любят саванны, холмистую местность, редколесья. Ведут наземный образ жизни. Способны зарываться в грунт. Активны в сумерках. Кормятся беспозвоночными.
Это яйцекладущие амфибии.

## Распространение
Обитают в Африке южнее пустыни Сахара.

## Классификация
На октябрь 2018 года в род включают 15 видов:
- Kassina arboricola Perret, 1985
- Kassina cassinoides (Boulenger, 1903) — Саванная кассина
- Kassina cochranae (Loveridge, 1941) — Лесная кассина
- Kassina decorata (Angel, 1940) — Декоративная кассина
- Kassina fusca Schiøtz, 1967 — Желтовато-бурая кассина
- Kassina jozani Msuya, Howell & Channing, 2007
- Kassina kuvangensis (Monard, 1937)
- Kassina lamottei Schiøtz, 1967 — Кассина Ламотта
- Kassina maculifer (Ahl, 1924) — Кассина Паркера
- Kassina maculosa (Sternfeld, 1917) — Пятнистая кассина
- Kassina mertensi Laurent, 1952 — Кассина Мертенса
- Kassina schioetzi Rödel, Grafe, Rudolf & Ernst, 2002
- Kassina senegalensis (Duméril & Bibron, 1841) — Сенегальская кассина
- Kassina somalica Scortecci, 1932
- Kassina wazae Amiet, 2007